# Hamis cica
A Hamis cica (eredeti cím: Counterfeit Cat) 2016 és 2017 vetített futott brit–kanadai 2D-s flash animációs vígjátéksorozat, amelyet a Andrew Lavery alkotott.
Az Egyesült Királyságba 2016. május 12-én mutatta be a Disney XD. Kanadában 2016. november 1-én mutatta be Teletoon. Magyarországon 2016. augusztus 7-én mutatta be a Disney Channel.

## Ismertető
Max, egy lusta házimacska és Gark, egy lila  macskának álcázott idegen. Gark lezuhant az űrhajójával a Földre, és leszállt Betty házába. Gark úgy véli, hogy Max egy tigris, a legbátrabb faj a Földön, Max gyávasága ellenére. Gyakran szürreális és veszélyes helyzetekben találják magukat.

## Szereplők

### Főszereplők
| Szereplő     | Eredeti hang | Magyar hang   |
| ------------ | ------------ | ------------- |
| Max          | Marc Wootton | Baráth István |
| Gark         | Alex Kelly   | Csifó Dorina  |
| Betty        | Kayvan Novak | Kassai Károly |
| Throckmorton | Kayvan Novak | N/A           |

### Mellékszereplők
| Szereplő | Eredeti hang   | Magyar hang     |
| -------- | -------------- | --------------- |
| Roncsi   | Katherine Ryan | Solecki Janka   |
| Nelson   | Katherine Ryan | Kokas Piroska   |
| Kölyök   | Kyle Soller    | Markovics Tamás |

### Magyar változat
- Bemondó: Endrédi Máté
- Magyar szöveg: Kozma Borbála
- Szinkronrendező: Faragó József

A szinkront az SDI Media Hungary készítette.

## Epizódok
| Évad | Évad        | Epizódok | Eredeti sugárzás | Eredeti sugárzás  | Magyar sugárzás      | Magyar sugárzás   |
| Évad | Évad        | Epizódok | Évadpremier      | Évadfinálé        | Évadpremier          | Évadfinálé        |
| ---- | ----------- | -------- | ---------------- | ----------------- | -------------------- | ----------------- |
|      | minisorozat | 11       | 2016. május 24.  | 2017. március 22. | 2016. augusztus 7.   | 2017. április 28. |
|      | 1           | 52       | 2016. május 12.  | 2017. február 9.  | 2016. szeptember 26. | 2017. május 22.   |